# Вежняньга
Вежняньга (Веж-Няньга) — река в России, протекает в Пензенском и Шемышейском районах Пензенской области. Приток Няньги. Длина реки составляет 20 км. Площадь водосборного бассейна — 240 км².
Начинается при слиянии ручьёв в оврагах Маркелов и Петровы Родники. Течёт на юго-восток через деревни Никифоровку, Старое Демкино, Старое Захаркино по южной окраине небольших лесных массивов. В Старом Захаркино поворачивает на восток. Впадает в Няньгу слева в 1 км от её устья в заболоченной местности на высоте между 150 и 151 метром над уровнем моря.
Основные притоки — реки Кундолей (пр), Урлейка (пр, в 9,5 км от устья), Виндянзельник (пр), Траштамлатко (пр), Янго-Пря (лв), Валяевка (пр).

## Данные водного реестра
По данным государственного водного реестра России относится к Верхневолжскому бассейновому округу, водохозяйственный участок реки — Сура от истока до Сурского гидроузла, речной подбассейн реки — Сура. Речной бассейн реки — (Верхняя) Волга до Куйбышевского водохранилища (без бассейна Оки).
Код объекта в государственном водном реестре — 08010500112110000035918.